# Centaurus
Centaurus (Cen), o Centauro, é uma constelação do hemisfério celestial sul. O genitivo, usado para formar nomes de estrelas, é Centauri.
Proxima Centauri, uma das estrelas dessa constelação, é a estrela mais próxima do Sistema Solar. Além disso, um dos objetos distantes localizados nesta constelação, a Nebulosa do Bumerangue, é o local mais frio conhecido pela ciência, com uma temperatura de apenas 1 kelvin (-272 °C).
Também se encontra nessa constelação o maior aglomerado globular da nossa galáxia: Omega Centauri, que contém mais de 10 milhões de estrelas.
As constelações vizinhas são Hydra, Antlia, Vela, Carina, Musca (duas fronteiras, com Crux entre elas), Circinus e Lupus.